# آندره‌آ رانوکیا
آندره‌آ رانوکیا (به ایتالیایی: Andrea Ranocchia) بازیکن پیشین فوتبال اهل ایتالیا است.

## افتخارات

### باشگاهی
باری
- سری بی(۱): ۰۹–۲۰۰۸

اینتر میلان
- سری آ(۱): ۲۱–۲۰۲۰
- جام حذفی فوتبال ایتالیا(۲): ۱۱–۲۰۱۰، ۲۲–۲۰۲۱
- سوپر جام فوتبال ایتالیا(۱): ۲۰۲۱
- لیگ اروپا: ۲۰–۲۰۱۹ (نایب قهرمان)